# Benjamín Benítez
Benjamín „Benny” Benítez, właśc. Kevin Alexander (ur. 14 listopada 1974 w Bronx, w stanie Nowy Jork) – amerykański aktor teatralny, telewizyjny i filmowy.

## Życiorys
Ukończył studia w Instytucie Sztuki w San Francisco. Przez dziesięć lat zasłynął jako abstrakcyjny artysta, występujący solo w Los Angeles, Nowym Jorku i San Francisco. Był także poszukiwanym torreadorem. Po raz pierwszy na srebrnym ekranie pojawił się w popularnej operze mydlanej CBS Moda na sukces (The Bold and the Beautiful, 2000). Potem wystąpił m.in. w serialach Roswell: W kręgu tajemnic (Roswell, 2001), Bez śladu (Without a Trace, 2002), CSI: Kryminalne zagadki Las Vegas (2003) i CSI: Miami (2006). Na dużym ekranie zagrał w dramatach biograficznych takich jak Zanim zapadnie noc (Before Night Falls, 2000), Frida (2002), Aleksander (Alexander, 2004) i Guerrilla (2008) o jednej z głównych postaci rewolucji kubańskiej Che Guevara.

## Filmografia

### Filmy kinowe
- 2008: Che. Boliwia (Che: Part Two) jako Harry 'Pombo' Villegas
- 2008: Che. Rewolucja (Che: Part One) jako Harry 'Pombo' Villegas
- 2007: Killing Pablo jako Carlos Castano
- 2004: Aleksander (Alexander) jako Amato
- 2003: Przegrane życie (Prey for Rock & Roll) jako Dealer narkotykowy
- 2002: Frida jako Carlos
- 2001: Lip Service jako Bokser James
- 2001: Podglądacz konfesji (Voyeur confessions) jako Christopher B.
- 2000: Zanim zapadnie noc (Before Night Falls) jako Rudy

### Filmy TV
- 2005: Poszukiwany (Wanted) jako agent FBI Tommy Rodriquez

### Seriale TV
- 2006: Nazywam się Earl (My Name Is Earl) jako Hiszpański Earl
- 2006: Smith jako Jacob
- 2006: Cold Case jako Hector
- 2006: CSI: Miami jako Hector Ramirez
- 2005: Poszukiwany (Wanted) jako agent FBI Tommy Rodriquez
- 2004: Treser (The Handler)
- 2003–2004: Tru Calling jako Gardez
- 2003: CSI: Kryminalne zagadki Las Vegas jako mocny inżynier
- 2002: Bez śladu (Without a Trace) jako Luis
- 2002: The Haunted jako Sanchez
- 2002: Świat gliniarzy (The Shield) jako James
- 2002: Babski oddział (The Division) jako Dean Ramos
- 2002: Anioł Ciemności (Angel) jako Tat Vamp #2
- 2001: Resurrection Blvd. jako Alex
- 2001: Roswell: W kręgu tajemnic (Roswell) jako Louis
- 2000: Moda na sukces (The Bold and the Beautiful)